# Joel Edgerton

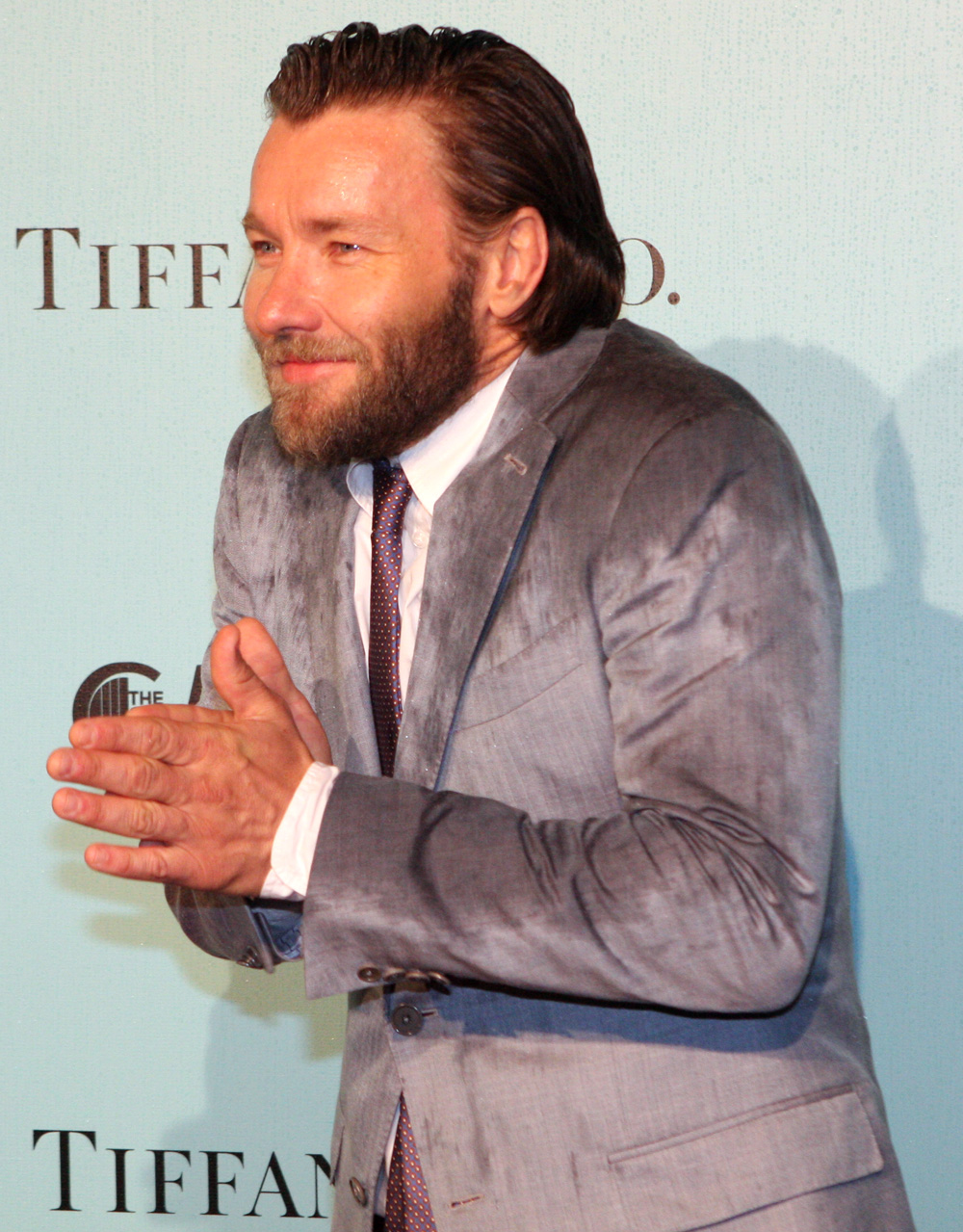
Edgerton w Sydney na premierze Wielkiego Gatsby (maj 2013)

Joel Edgerton (ur. 23 czerwca 1974 w Blacktown w Nowej Południowej Walii, Australia) – australijski aktor.

## Życiorys
Urodził się w Blacktown w Nowej Południowej Walii jako młodszy syn Marianne Margarethe (von Dort) i Michaela Edgertona, prawnika / dewelopera. Jego starszy brat Nash Edgerton jest filmowcem i kaskaderem.
W 1991 ukończył The Hills Grammar School. Uczęszczał do szkoły teatralnej przy University of Western Sydney, zanim występował w różnych spektaklach, zwłaszcza w Sydney Theatre Company.
Popularność zdobył jako Will McGill w serialu Network Ten Sekretne życie nas (The Secret Life of Us, 2001–2002). Grał w Gwiezdnych wojnach: Część II - Atak klonów (2002), Królu Arturze (2004), Gwiezdnych wojnach: Część III - Zemsta Sithów (2005) i Wojowniku (2011) i Królu (2019).

## Filmografia

### Filmy
- 1996: Załadowany (Loaded) jako Żaba (także producent)
- 1996: Dogonić słońce (Race the Sun) jako Steve Fryman
- 1998: Never Tell Me Never jako Pab
- 1998: Pochwała (Praise) jako Leo
- 1998: Bloodlock jako Danny /także scenariusz, reżyseria/
- 1999: Psia wachta (Dogwatch) jako Sparrow (Wróbel)
- 1999: Królowie Erskineville (Erskineville Kings) jako Wayne
- 1999: Tajna męska firma (Secret Men’s Business, TV) jako Baz
- 2000: Głupi, głupszy, najgłupszy (The Three Stooges) jako Tom Cosgrove
- 2000: Przykładowi ludzie (Sample People) jako Sem
- 2000: 2000 jako Gate
- 2001: Powrót Saturna (Saturn's Return) jako Barney
- 2001: Skok (The Pitch) jako Facet /także scenariusz/
- 2002: Dokonać zemsty (The Hard Word) jako Shane Twentyman
- 2002: Gwiezdne wojny: część II – Atak klonów (Star Wars Episode II: Attack of the Clones) jako Owen Lars
- 2003: Pechowe tournee (The Night We Called It a Day) jako Rod Blue
- 2003: Ned Kelly jako Aaron Sherrit
- 2004: Król Artur (King Arthur) jako  Gawain
- 2005: Gwiezdne wojny: część III – Zemsta Sithów (Star Wars Episode III: Revenge of the Sith) jako Owen Lars
- 2005: Kozaczki z pieprzykiem (Kinky Boots) jako Charlie
- 2005: Tajemnicze wyprawy Jaspera Morello (The Mysterious Geographic Explorations of Jasper Morello) jako Jasper Morello (głos)
- 2006: As w rękawie (Smokin’ Aces) jako Hugo Croop
- 2006: Link do zbrodni (Open Window) jako Peter
- 2007: Pająk (Spider) jako Sanitariusz
- 2007: Kusza (Crossbow) jako ojciec
- 2007: Zabójczy szept (Whisper) jako Vince Delayo
- 2008: 9,99 dolarów ($9.99) jako Ron
- 2008: Kwadrat (The Square) jako Billy /także scenariusz, producent/
- 2008: Ojciec (Father) jako Narrator
- 2008: Akolici (Acolytes) jako Ian Wright
- 2009: Miasto oczekujących (The Waiting City) jako Ben Simmons
- 2009: Miasto rozstań (Separation City) jako Simon
- 2010: Legendy sowiego królestwa: Strażnicy Ga’Hoole (Legend of the Guardians: The Owls of Ga’Hoole) jako Stalowy Dziób (głos)
- 2010: Królestwo zwierząt (Animal Kingdom) jako Barry 'Baz' Brown
- 2011: Wojownik (Warrior) jako Brendan Conlon
- 2011: Coś (The Thing) jako Sam Carter
- 2012: Gdybyś tu był (Wish You Were Here) jako Dave
- 2012: Niezwykłe życie Timothy’ego Greena (The Odd Life of Timothy Green) jako Jim Green
- 2012: Wróg numer jeden (Zero Dark Thirty) jako Patrick
- 2013: Wielki Gatsby (The Great Gatsby) jako Tom Buchanan
- 2013: Przestępstwo (Felony) jako Malcolm Toohey /także scenariusz, producent/
- 2014: Wędrowiec (The Rover) jako Pisarz
- 2014: Exodus: Bogowie i królowie (Exodus: Gods and Kings) jako Ramzes II
- 2015: Dar (The Gift) jako  Gordon "Gordo" Moseley (jednocześnie reżyser - debiut reżyserski Edgertona, oraz współproducent)
- 2015: Life jako John G. Morris
- 2015: Czarna msza (Black Mass) jako John Connolly (FBI)
- 2015: Niepokonana Jane (Jane Got a Gun) jako Dan Frost
- 2016: Nocny uciekinier (Midnight Special) jako Lucas
- 2016: Loving jako Richard
- 2017: To przychodzi po zmroku jako Paul
- 2017: Bright jako Nick Jakoby
- 2018: Czerwona jaskółka jako Nathaniel Nash
- 2018: Gringo jako Richard Rusk
- 2018: Wymazać siebie jako Victor Sykes
- 2019: Król jako Falstaff
- 2021: Zielony Rycerz. Green Knight (The Green Knight) jako Lord

### Seriale TV
- 1995: Policyjna pomoc (Police Rescue) jako Andy
- 1995–97: Dwa światy (Spellbinder) jako Bazza
- 1996-99: Szczury wodne (Water Rats) jako Aaron Lawrence
- 1997: Big Sky jako Pierce Bateman
- 1997: Upadłe anioły (Fallen Angels) jako Scoob
- 1998: Wildside jako Michael Savini
- 2001–2002: Życie ukryte w nas (The Secret Life of Us) jako Will McGill
- 2002: Dossa i Joe (Dossa and Joe) jako Robbo
- 2007: Niebezpieczny (Dangerous) jako starszy sierżant Mark Field
- 2009: Dirt Game jako Shane Bevic
- 2021: Kolej podziemna jako Ridgeway
- 2022: Obi-Wan Kenobi jako Owen Lars